# ANSFISA
Die Agenzia nazionale per la sicurezza delle ferrovie e delle infrastrutture stradali e autostradali (ANSFISA) („Nationale Agentur für die Sicherheit der Eisenbahnen und der Straßen- und Autobahninfrastrukturen“) ist eine italienische Verkehrsbehörde mit Hauptsitz in Rom und zweitem Dienstsitz in Florenz. Im Jahr 2008 als Agenzia nazionale per la sicurezza delle ferrovie (ANSF) gegründet, war sie bis 2020 nur für die Sicherheit der Eisenbahnen und Oberleitungsbusse in Italien zuständig, seither auch für überregionale Straßen und Autobahnen sowie für Nahverkehrssysteme.

## Organisation
Die Behörde gehört zum Geschäftsbereich des Ministeriums für nachhaltige Infrastruktur und Mobilität und unterliegt damit dessen Aufsicht, administrativ ist die ANSFISA jedoch selbständig. Die Leitung der Behörde besteht aus dem Direktor, dem Vorstandskomitee, einem Rechnungsprüfungsorgan und zentralen Unterstützungsstellen, unter anderem zuständig für Personal- und Rechtsangelegenheiten, Haushalt, Beschaffung und technische Unterstützung. Im Wesentlichen gliedert sich die ANSFISA in zwei Generaldirektionen, eine zuständig für die Sicherheit der Eisenbahnen (ehemals ANSF in Florenz) und die andere für Straßen, Autobahnen und Nahverkehrssysteme (Stand 2021).

## Geschichte
Die Agenzia nazionale per la sicurezza ferroviaria (ANSF) wurde rechtlich mit dem Dekret 162 vom 10. August 2007 gegründet. Damit setzte Italien die Richtlinie 2004/49/EG des Europäischen Parlaments und des Rates vom 29. April 2004 um. Die ANSF nahm ihre Tätigkeit am 16. Juni 2008 in Florenz auf.
Anfangs war die Behörde nur für das Netz der Rete Ferroviaria Italiana (RFI) zuständig. Nach dem Eisenbahnunfall von Andria am 12. Juli 2016 wurde ihr Anfang September 2016 auch die Aufsicht über die drei wirtschaftlich angeschlagenen apulischen Privatbahnen, Ferrotramviaria, Ferrovie del Sud Est und Ferrovie del Gargano übertragen, weitere kamen später hinzu.
Nach dem Einsturz des Polcevera-Viadukts in Genua am 14. August 2018 beschloss die italienische Regierung mit dem Gesetzesdekret 109 vom 28. September 2018 die Gründung der ANSFISA zum 1. Januar 2019, die aus der ANSF hervorging und in die einige Dienststellen des Verkehrsministeriums und der RFI eingegliedert wurden. Ihren Zuständigkeitsbereich erweiterte die reformierte und vergrößerte Behörde über die genannten Eisenbahnen hinaus auf Straßen und Autobahnen, unter besonderer Berücksichtigung von Brücken- und Tunnelbauwerken, sowie auf einige Nahverkehrssysteme, insbesondere auf schienengebundene (Mass Rapid Transit), und auch auf privat betriebene Nebenbahnen. In dieser Form ist die ANSFISA seit Dezember 2020 aktiv.